# The Living End
The Living End ist eine australische Rockband, die ihre Ursprünge im Rockabilly- und Punkabilly-Bereich hat. Bis heute hat sie acht Studioalben in Australien veröffentlicht, von denen zwei auf Platz 1 der australischen ARIA Charts waren. Zudem hat die Band an Bekanntheit in den Vereinigten Staaten, Japan und Europa gewonnen.

## Geschichte

### Anfänge
The Living End wurde 1994 gegründet, nachdem Sänger und Gitarrist Chris Cheney und Bassist Scott Owen sich auf der Wheelers Hill Secondary College in Melbourne trafen. Cheney war von der 1980er Rockabilly-Gruppe Stray Cats besessen. Owen entschied sich Kontrabass anstatt Klavier zu erlernen und sie fingen an Auftritte unter dem Namen „Runaway Boys“ (wie das gleichnamige Album von Stray Cats) zu spielen. Die Band hatte eine Vielzahl von Schlagzeugern, bis sie sich auf Joe Piripitzi einigten.
The Living End hatte ihren ersten großen Erfolg 1995, nachdem sie ein T-Shirt und ein Demo-Tape zu Billie Joe Armstrong geschickt hatten. Sie bekamen einen Platz als Vorband bei der nächsten Green-Day-Tour durch Australien. Nach der Tour ging die Band ins Studio und produzierten ihre Debüt-EP Hellbound.
Im November 1995 produzierte die Band ihre zweite EP It’s for Your Own Good, welche sie sieben Monate später veröffentlichte. Kurz nach Veröffentlichung der zweiten EP verließ Schlagzeuger Joe Piritzi die Band und wurde von Travis Dempsey ersetzt, der auch schon bald mit der Band auf großen Festivals wie Pushover oder Falls Festival auftrat. Nachdem sie ein Jahr durch Australien tourten entschied sich die Band zurück ins Studio zu gehen, um etwas Neues auf ihren mittlerweile sehr populären Shows zu spielen. Das Ergebnis war die Doppelsingle Prisoner of Society/Second Solution. Die Inspiration für ihre neuen Lieder holte sich The Living End bei einer jüngeren australischen Punk-Band, die unter dem Namen Filling the Void bekannt ist.

### Durchbruch
Prisoner of Society wurde schnell zu einem nationalen Hit. Die Band unterschrieb einen Plattenvertrag bei der Firma „Modular Recordings“ um ihr Debütalbum zu veröffentlichen, welches den Bandnamen trägt. Single und Album blieben monatelang die australischen Charts; The Living End ist das meistverkaufte Rockalbum in der australischen Musikgeschichte und wurde vierfach mit Platin ausgezeichnet. Durch eine Einladung der Band Die Toten Hosen kam The Living End im Dezember 1998 erstmals nach Deutschland, 1999 spielten sie mit der Warped Tour erneut in Europa und Nordamerika.
Das Album Roll On, welches 2000 erschien, war etwas kreativer, aber es erreichte nicht den Erfolg des ersten Albums. Cheney gab später an, dass er den Kritikern beweisen wollte, dass The Living End sich nicht nur durch ihren Hit Prisoner of Society definiert. Das Album zeigte dieses, indem es andere Stile mit ihrer bisherigen schnell geschrittenen Rockabilly-Musik kombinierte. The Living End wurde für das Album von einigen Kritikern mit The Clash verglichen, die ihren Durchbruch mit London Calling hatten. Im Zuge der Albumveröffentlichung spielten sie erneut auf großen Festivals in Europa und Nordamerika. Im Herbst desselben Jahres hatte Cheney einen Autounfall auf der Great Ocean Road, wodurch die Band ein Jahr pausieren musste. Als es zum Unfall kam, war er auf dem Weg zu einem Freund, der in der australischen Band Bodyjar spielt.
Im Jahr 2003, nachdem Cheneys  Zustand sich verbessert hatte, übernahm Andy Strachan den Posten als Drummer, da Travis Dempsey die langen Tourneen zu ermüdend fand. In der neuen Formation veröffentlichte The Living End die Singles One Said to the Other und Who's Gonna Save Us?. Dem folgten eine große Tour und die Veröffentlichung ihres dritten Studioalbums, Modern Artillery.

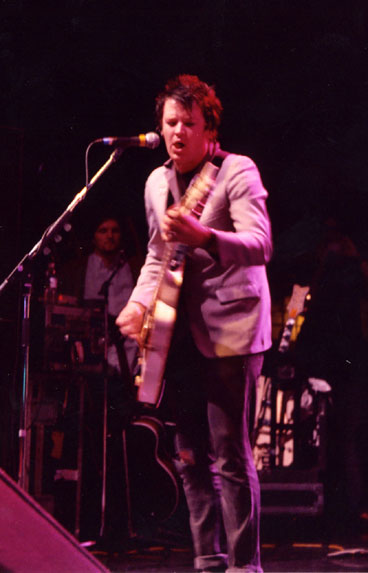
Cheney im Jahr 2004

Ende 2004 veröffentlichte die Band eine Singlesammlung als DVD, die alle ihre Musikvideos, Ausschnitte verschiedener Live-Auftritte, sowie ausführliche Interviews beinhaltet.
Chris Cheney und Scott Owen gewannen den „Jack Award“ im Jahr 2004 und 2005 in der Kategorie bester Gitarrist und bester Bassist.

### Seit 2006
Das vierte Living-End-Album heißt State of Emergency. Es wurde in Byron Bay aufgenommen, nachdem die Band auf dem „Splendour-in-the-Grass“-Festival gespielt hatte. Das fertige Album wurde am 4. Februar 2006 veröffentlicht und erreichte Platz 1 in den ARIA Albumcharts.
Die Single What’s on Your Radio? wurde am 20. November 2005 veröffentlicht und kam auf Platz 9 der ARIA Singlecharts. Die zweite Single, Wake Up, wurde am 20. November 2005 veröffentlicht und kam auf Platz 5. Die dritte Single vom Album, Long Live the Weekend, erschien am 20. Mai 2006.
2006 gewannen The Living End darüber hinaus vier „Jack Awards“.
Am 22. Juli 2008 wurde das fünfte Studioalbum White Noise in Australien und wenige Tage später in Japan veröffentlicht. Auf Anhieb konnte es den zweiten Platz in den offiziellen australischen Albumcharts belegen, im November wurde es mit dem ARIA Award für das beste Rockalbum des Jahres ausgezeichnet. Im Rahmen der Veröffentlichung des Albums engagiert sich die Band 2009 wieder mehr in Europa: Nach einer ersten Tournee im April durch die europäischen Hauptstädte spielte man im Sommer auf diversen Open Airs, unter anderem dem Southside Festival, dem Hurricane Festival sowie dem Reading Festival in England.

## Kollaborationen
The Living End haben viele Aufnahmen mit populären Bands und Künstlern gemacht. Im Jahr 2005 nahm die Band eine Version von Ashton, Gardner & Dyke’s Resurrection Shuffle mit Jimmy Barnes für sein Duettalbum Double Happiness auf. The Living End sind auch auf dem Album Barricades & Brickwalls der australischen Country- und Western-Musikerin Kasey Chambers zu hören. Ebenfalls trugen sie zum Album Crossfire bei. Frontmann und Gitarrist Chris Cheney war auch ein Mitglied der „Supergruppe“ The Wrights, die ein Cover von Stevie Wright’s Song Evie Parts 1, 2 & 3 veröffentlichten, nachdem sie Evie Part 1 auf der 2004 Australian Music Industry’s ARIA Awards spielten. Cheney spielte auch Gitarre und trug zum Gesang bei auf Private School Kid auf dem Debüt Soloalbum von Sarah McLeod.

## Sonstiges
- Der Name der Band kommt aus dem Film Außer Rand und Band (1956).
- The Living End halten den Rekord auf dem australischen Radiosender Triple J’s „Hottest 100“; seit 1997 ist die Band jedes Jahr in den Charts vertreten.
- Chris Cheney erschien auf einem Konzert von Green Day am 17. Dezember 2005 im Telstra Dome in Melbourne und spielte dort mit ihnen Sonny Curtis’ Song I Fought the Law, (wenngleich die überarbeitete Version von „The Clash“ gespielt wurde).
- The Living End war 1998[1], 2009, 2013 und 2018 für einige Konzerte Vorgruppe bei Die Toten Hosen.

## Diskografie

### Alben
| Jahr | Titel                                      | Höchstplatzierung, Gesamtwochen, AuszeichnungChartsChartplatzierungen (Jahr, Titel, Platzierungen, Wochen, Auszeichnungen, Anmerkungen) | Anmerkungen                                                       |
| Jahr | Titel                                      | AU | Anmerkungen                                                       |
| ---- | ------------------------------------------ | --- | ----------------------------------------------------------------- |
| 1998 | The Living End                             | AU1 ×4Vierfachplatin · (63 Wo.)AU | Modular/EMI                                                       |
| 2000 | Roll On                                    | AU8 Platin · (17 Wo.)AU | EMI                                                               |
| 2003 | Modern Artillery                           | AU3 Gold · (6 Wo.)AU | EMI                                                               |
| 2004 | From Here On In – The Singles 1997-2004    | AU10 Gold · (8 Wo.)AU | EMI, zwei CDs, u. a. mit zwei neuen Liedern und sechs Cover-Songs |
| 2006 | State of Emergency                         | AU1 Platin · (13 Wo.)AU | EMI                                                               |
| 2008 | White Noise                                | AU2 Platin · (18 Wo.)AU | Dew Process                                                       |
| 2011 | The Ending Is Just The Beginning Repeating | AU3 Gold · (7 Wo.)AU | Dew Process                                                       |
| 2016 | Shift                                      | AU4 (4 Wo.)AU | Dew Process                                                       |
| 2018 | Wunderbar                                  | AU3 (1 Wo.)AU | Rise Records                                                      |

### EPs
(Titel sind nicht auf den Alben enthalten)
- 1995: Hellbound (Mushroom Records)
- 1996: It’s for Your Own Good (Rapido)
- 2004: Four on the Floor

### Singles
| Jahr | Titel Album                                          | Höchstplatzierung, Gesamtwochen, AuszeichnungChartsChartplatzierungen (Jahr, Titel, Album, Platzierungen, Wochen, Auszeichnungen, Anmerkungen) | Anmerkungen |
| Jahr | Titel Album                                          | AU | Anmerkungen |
| ---- | ---------------------------------------------------- | --- | ----------- |
| 1998 | Second Solution / Prisoner of Society The Living End | AU4 ×2Doppelplatin · (47 Wo.)AU |             |
| 1998 | Save the Day The Living End                          | AU22 Gold · (17 Wo.)AU |             |
| 1999 | All Torn Down The Living End                         | AU12 Gold · (18 Wo.)AU |             |
| 2000 | Pictures in the Mirror Roll On                       | AU18 (2 Wo.)AU |             |
| 2001 | Roll On                                              | AU15 (6 Wo.)AU |             |
| 2003 | One Said to the Other Modern Artillery               | AU19 (5 Wo.)AU |             |
| 2003 | Who’s Gonna Save Us? Modern Artillery                | AU37 (3 Wo.)AU |             |
| 2005 | What’s on Your Radio? State of Emergency             | AU9 (9 Wo.)AU |             |
| 2006 | Wake Up State of Emergency                           | AU5 (10 Wo.)AU |             |
| 2006 | Long Live The Weekend State of Emergency             | AU23 (3 Wo.)AU |             |
| 2006 | Nothing Lasts Forever State of Emergency             | AU39 (2 Wo.)AU |             |
| 2008 | White Noise                                          | AU12 Platin · (25 Wo.)AU |             |

Weitere Singles
- 1997: From Here on In
- 1998: Tainted Love (Live)
- 1998: Prisoner of Society
- 1998: Second Solution
- 1999: Trapped (nur in den USA)
- 1999: West End Riot
- 2001: Dirty Man
- 2003: Tabloid Magazine
- 2004: I Can’t Give You What I Haven’t Got
- 2007: Rising Sun
- 2008: Moment in the Sun
- 2011: The Ending Is Just the Beginning Repeating
- 2011: Song for the Lonely

### Videoalben
- 2003: Live at Splendour in the Grass Festival (limitierte Bonus-DVD zum Album Modern Artillery)
- 2004: From Here on In: The DVD 1997–2004
- 2006: How to Make an Album and Influence People (limitierte Bonus-DVD zum Album State of Emergency)
- 2006: Live at Festival Hall
- 2008: Live at AC/DC Lane (limitierte Bonus-DVD zum Album White Noise)